# Katharine Burr Blodgett
Katharine Burr Blodgett (Schenectady, 10 de janeiro de 1898 — 12 de outubro de 1979) foi uma física, química e inventora estadunidense conhecida por seu trabalho em química de superfície, em particular sua invenção do vidro "invisível" ou não refletivo enquanto trabalhava na General Electric. Ela foi a primeira mulher a receber um doutorado. em física pela Universidade de Cambridge, em 1926.

## Trabalho na General Electric
Blodgett foi contratada pela General Electric como cientista pesquisadora em 1918, após receber um título de mestre pela Universidade de Chicago. Ela foi a primeira mulher a trabalhar como cientista para o General Electric Laboratory em Schenectady, NY. Ela freqüentemente trabalhou com Irving Langmuir, que foi o pioneiro em uma técnica para criar filmes finos de uma única molécula na superfície da água. Blodgett e Langmuir exploraram a aplicação de técnicas semelhantes a lipídios, polímeros e proteínas, criando revestimentos monomoleculares projetados para cobrir superfícies de água, metal ou vidro. Esses revestimentos especiais eram oleosos e podiam ser depositados em camadas de apenas alguns nanômetros de espessura.
Em 1935, Blodgett estendeu o trabalho de Langmuir ao desenvolver um método para espalhar revestimentos monomoleculares, um de cada vez, no vidro ou metal. Mergulhando repetidamente uma placa de metal em água coberta por uma camada de óleo, ela foi capaz de empilhar camadas de óleo na placa com precisão molecular. O aparelho que ela usou e refinou é conhecido como Langmuir–Blodgett trough.
Usando essa técnica, Blodgett desenvolveu usos práticos para os filmes finos de Langmuir. Blodgett usou um filme de estearato de bário para cobrir o vidro com 44 camadas monomoleculares, tornando o vidro mais de 99% transmissivo e criando um vidro "invisível". A luz visível refletida pelas camadas de filme cancelou os reflexos criados pelo vidro. Este tipo de revestimento não reflexivo é agora chamado de filme Langmuir–Blodgett e é amplamente utilizado. A primeira grande produção cinematográfica a usar o vidro invisível de Blodgett foi o popular filme E o Vento Levou (1939), conhecido por sua cinematografia cristalina. Uma vez introduzidas, as lentes não refletivas foram usadas para projetores e câmeras pela indústria cinematográfica do pós-guerra. O vidro de Blodgett também foi usado para periscópios de submarinos e câmeras de espionagem de aviões durante a Segunda Guerra Mundial.
Blodgett também inventou o medidor de cores, um método para medir os revestimentos moleculares do vidro em um milionésimo de polegada. O medidor emprega o conceito de que diferentes espessuras de revestimentos têm cores diferentes. Ao examinar a camada de ácido esteárico em uma placa de vidro, ela percebeu que a adição de cada camada, com cerca de 2 / 10 000 000 de polegada de espessura, alterava de forma confiável a cor da placa. Antes de sua invenção, os melhores instrumentos de medição tinham precisão de apenas alguns milésimos de polegada. Sua "régua" de vidro mostrava com muito mais precisão a progressão das cores e suas espessuras correspondentes. Medir a espessura tornou-se tão simples quanto combinar cores.
Blodgett e Langmuir também trabalharam em melhorias para a lâmpada. Seus estudos sobre descargas elétricas em gases ajudaram a lançar as bases para a física do plasma.
Blodgett recebeu oito patentes nos Estados Unidos durante sua carreira. Ela foi a única inventora de todas as patentes, exceto duas, trabalhando com Vincent J. Schaefer como co-inventora. Blodgett publicou mais de 30 artigos técnicos em várias revistas científicas e foi a inventora de adsorventes de gases venenosos, métodos para descongelar asas de aeronaves e melhorar as cortinas de fumaça.

## Vida pessoal
Blodgett nunca se casou e viveu uma vida vibrante, vivendo em um Casamento de Boston (era, historicamente, a coabitação de duas mulheres ricas, independente do apoio financeiro de um homem. O termo teria sido usado na Nova Inglaterra no final do século XIX / início do século XX. Alguns desses relacionamentos eram de natureza romântica e agora podem ser considerados um relacionamento lésbico; outros não.) por muitos anos com Gertrude Brown, que veio de uma velha família Schenectady. Por outro período, ela também morou com Elsie Errington, a diretora de uma escola para meninas nas proximidades, nascida na Inglaterra. "O arranjo doméstico liberou Blodgett da maioria das responsabilidades domésticas - exceto para fazer seu famoso purê de maçã e popovers". Infelizmente, ela não deixou nenhum documento pessoal com seus pensamentos sobre seu relacionamento de longo prazo com essas mulheres.
A sobrinha e homônima de Blodgett era a astrofísica e funcionária pública Katharine Blodgett Gebbie. Em um livro de memórias autobiográfico, Gebbie lembrou que em visitas de família sua tia Blodgett:
“sempre chegava com malas cheias de 'aparatos', com os quais nos mostrava maravilhas como fazer cores mergulhando varetas de vidro em finas películas de óleo flutuando na água”.
Mais tarde, Gebbie falou muitas vezes sobre a influência de sua tia por meio do exemplo pessoal em sua escolha de uma carreira científica.

## Patentes
- U.S. Patent 2 220 860 issued Nov 5, 1940-"Film Structure and Method of Preparation"
- U.S. Patent 2 220 861 issued Nov 5, 1940-"Reduction of Surface Reflection"
- U.S. Patent 2 220 862 issued Nov 5, 1940-"Low-Reflectance Glass"
- U.S. Patent 2 493 745 issued Jan 10, 1950-"Electrical Indicator of Mechanical Expansion" (with Vincent J. Schaefer)
- U.S. Patent 2 587 282 issued Feb 26, 1952-"Step Gauge for Measuring Thickness of Thin Films"
- U.S. Patent 2 589 983 issued Mar 18, 1952-"Electrical Indicator of Mechanical Expansion" (with Vincent J. Schaefer)
- U.S. Patent 2 597 562 issued May 20, 1952-"Electrically Conducting Layer"
- U.S. Patent 2 636 832 issued Apr 28, 1953-"Method of Forming Semiconducting Layers on Glass and Article Formed Thereby"